# Chasseneuil-du-Poitou
Chasseneuil-du-Poitou ist eine französische Gemeinde mit 4776 Einwohnern (Stand 1. Januar 2022) im Département Vienne in der Region Nouvelle-Aquitaine. Sie liegt am Ufer des Flusses Clain.

## Demographie
| Einwohner                                                  | 1.869 | 2.144 | 2.332 | 2.888 | 3.002 | 3.845 | 4.425 |
| Ab 1962 offizielle Zahlen ohne Einwohner mit Zweitwohnsitz |       |       |       |       |       |       |       |

## Sehenswürdigkeiten
Chasseneuil beherbergt unter anderem den Freizeitpark Futuroscope der ENSMA (École nationale supérieure de mécanique et d’aérotechnique) in Poitiers.

## Persönlichkeiten
- Chasseneuil ist der Geburtsort des späteren Kaisers Ludwig der Fromme (778–840) und seines Zwillingsbruders Lothar (778–779).

- Der frühere Premierminister Jean-Pierre Raffarin (* 1948) war hier zwischen 1995 und 2001 stellvertretender Bürgermeister (maire-adjoint).